# Fattore di conversione delle potenze
Il fattore di conversione delle potenze espresse in kiloWatt (kW) e delle correnti espresse in Ampere (A) è un coefficiente utilizzato nel calcolo del dimensionamento dei conduttori, usualmente indicato dalla lettera e. Mentre, in genere, i vari coefficienti si ricavano analizzando le condizioni dell'impianto o dalle relative tabelle, il fattore di conversione e si ricava in questo modo:
al numeratore c'è sempre la potenza P per unità di misura espressa in Watt (W)  ma poiché si esprime in kilowatt, 1 kW = 1000.W 
- Per gli impianti monofase sarà quindi 1000 W / 230 V = 4,35.
- Per gli impianti trifase sarà 1000 W / (√3 * 400 V ) = 1,4

Il risultato di queste due frazioni sarà un numero puro, ossia senza unità di misura.